# Pic Mom
Pour les articles homonymes, voir Mom.
Le pic Mom est le point culminant du massif Otway et de la chaîne Grosvenor, à 3 260 mètres d'altitude, dans la chaîne de la Reine-Maud, dans la chaîne Transantarctique.
Il est cartographié par l'Institut d'études géologiques des États-Unis d'après des relevés de terrain et des photographies aériennes de l'US Navy de 1959 à 1963. Il est nommé en l'honneur de Shirley Anderson, épouse de James C. Anderson, de San Diego en Californie, connue comme la « mère de l'Antarctique » (« Antarctica Mom ») parmi le personnel passant l'hiver sur le continent, avec qui elle correspond à partir de 1961, participant à maintenir le moral de milliers de personnes.